# الدامغ (الخبت)

تعديل مصدري - تعديل

الدامغ هي إحدى قرى عزلة جبع بمديرية الخبت التابعة لمحافظة المحويت، بلغ تعداد سكانها 559 نسمة حسب تعداد اليمن لعام 2004 ميلادي.